# Egmanton
Egmanton – wieś w Anglii, w hrabstwie Nottinghamshire, w dystrykcie Newark and Sherwood. Leży 33 km na północny wschód od miasta Nottingham i 197 km na północ od Londynu.